# And Every Single One Was Someone
And Every Single One Was Someone (deutsch: Und jeder Einzelne war jemand) ist der Buchtitel eines 2013 im israelischen Gefen Publishing House erschienenen Buchs zur Erinnerung an die während des Holocaust ermordeten Juden.

## Inhalt
Das Buch enthält – abgesehen von der Titelseite – ausschließlich das auf 1250 Seiten sechs Millionen Mal wiederholte englischsprachige Wort "Jew" ("Jude"). Dazu sind auf jeder Seite 120 Zeilen und 40  Spalten gedruckt, also 4800-mal das Wort "Jew". Die Schriftart ist Minion mit der Schriftgröße von 5,5 Punkt. Der Einband des etwa 3,3 Kilogramm schweren Bandes ist wie ein Tallit gestaltet und trägt keinen Titel oder sonstige Angaben. Die Titelseite führt unter dem Buchtitel den Namen des Initiators Phil Chernofsky auf. Darunter folgt eine handschriftlich eingetragene fortlaufende Nummerierung des Bandes als eines von 6.000.000 Exemplaren. Unter der Nummerierung befinden sich der Schriftzug "THIS BOOK IS DEDICATED IN MEMORY OF" und Raum zum Eintragen eines Namens mit Ort und Datum der Geburt und des Todes der gewürdigten Person. Dort soll der Besitzer eine Widmung eintragen können, üblicherweise den Namen eines ermordeten Angehörigen, oder aber den eines anderen Opfers des Holocaust wie Janusz Korczak.

## Geschichte
Die Idee zu diesem Buch hatte der Rabbiner Phil Chernofsky, der in den späten 1970er Jahren in einer Jeschiwa in Kew Garden Hills im New Yorker Stadtviertel Queens junge Erwachsene in Mathematik, Naturwissenschaften und über das Judentum und den Holocaust unterrichtete. Ihm wurde bewusst, dass es seinen Schülern nicht möglich war, aus der abstrakten Zahlenangabe von sechs Millionen ermordeten Juden auf die wahre Dimension des Holocaust zu schließen. In einem ersten Versuch ließ er seine Schüler in einer Übung von 30 Minuten Dauer unablässig das Wort "Jew" aufschreiben. Im Ergebnis wurde das Wort 40.000-mal aufgeschrieben. Chernofsky hängte die Blätter an den Wänden des Unterrichtsraums auf und wies darauf hin, dass die Größe der Zahl und die Fläche, die die Blätter einnahmen, im Vergleich zur Dimension des Holocaust so gut wie nichts seien.
Jahre später unternahm Chernofsky einen neuen Versuch. Er druckte das Wort "Jew" vielfach auf eine Seite und fotokopierte dieses Blatt so lange, bis er sechs Millionen Wiederholungen hatte. Diese Kopien ließ er binden um ein Buch zu erhalten. Dieses Buch bewahrte er zu Hause auf und zeigte es gelegentlich Besuchern. Im Jahr 2013 zeigte er das Buch einem Angestellten des Gefen Publishing House in Jerusalem, der wiederum den Leiter des Verlags, Ilan Greenfield, informierte. Greenfield, der Sohn von Hana Greenfield, die die KZ Auschwitz, Theresienstadt und Bergen-Belsen überlebt hatte, war von dem Buch tief beeindruckt und entschied sofort, dass sein Verlag es, unabhängig von den Aussichten damit einen Gewinn zu erzielen, veröffentlichen müsse.

## Zielsetzung
Die Herausgeber sehen das Buch nicht als klassische Buchedition, sondern als ein Kunstwerk. Es soll in einer "limitierten" Gesamtauflage von langfristig sechs Millionen Exemplaren erscheinen. Ilan Greenfield zufolge sollen Gemeinden ermutigt werden, das Buch in der Bildung einzusetzen und mit ihm die unfassbare Zahl der Opfer des Holocaust zu visualisieren. Positive Resonanz kam von Abraham Foxman, dem damaligen Vorsitzenden der amerikanischen Anti-Defamation League, und jüdischen Gemeinden in Denver, Johannesburg und Sydney. Bereits im Jahr des Erscheinens wurden Bände an eine Reihe israelischer und amerikanischer Politiker abgegeben, es war beabsichtigt, sie unter den Staatsoberhäuptern der Welt zu verteilen. Ein Ziel des Projekts besteht darin, jedem Lehrer in der Welt, der im Unterricht über den Holocaust informiert, ein Buch zur Präsentation vor seinen Schülern zur Verfügung zu stellen.

## Rezeption
Das Buch wurde insbesondere von führenden Vertretern des Judentums in den USA begrüßt. Unter Holocaust-Experten wurde es jedoch auch abwertend als Gimmick bezeichnet. Avner Shalev, der Leiter der israelischen Gedenkstätte Yad Vashem, stellte dem Buch die Leistung seiner Einrichtung gegenüber, der es bis 2013 gelungen war, die Namen und vielfach auch biografische Details von 4,3 Millionen jüdischen Opfern des Holocaust zu ermitteln. Shalev wies ausdrücklich auf das monumentale Buch der Namen hin, das mit der Unterstützung von Yad Vashem erstellt wurde und seit 2013 im Staatlichen Museum Auschwitz-Birkenau auf mehr als zwei Meter Höhe und mehr als 15 Meter Umfang die bislang bekannten Namen der Ermordeten aufführt. Schließlich gab Shalev an, dass jährlich mehr als 6000 Bücher über den Holocaust veröffentlicht würden.

## Ausgaben
- reguläre Ausgabe, Hardcover, Schutzumschlag: ISBN 9789652295910
- limitierte Sonderausgabe, Hardcover, Stoffeinband: ISBN 9789652296047